# Gordon Heuckeroth
Willem Cornelis (Gordon) Heuckenroth (Ámsterdam, 6 de julio de 1968) comenzó su carrera profesional con el éxito Kon Ik Maar Bij Je zijn, consiguiendo posteriormente más éxitos. A partir de ese momento participó en diversos programas de radio y televisión. Debido a su especial sentido del humor es apreciado por las grandes audiencias. 
Durante más de 18 años fue un exitoso y respetado cantante. Además fue miembro del jurado de programas de televisión como Idol y Factor X. En 2008 Gordon lanzó su nuevo CD en solitario.
Junto a De Toppers representó a los Países Bajos en el Festival de la Canción de Eurovisión 2009 con la canción Shine.

## Polémicas
En noviembre de 2013 Gordon se vio manchado por un chiste racista que le hizo a un participante chino.